# العالم الرابع
العالم الرابع تعبير متعدد المعاني والاستخدامات التي يمكن أن تختلف حسب اللغة وحسب الباحث، إذ يمكن أن يشير إلى فئات مهمّشة ضمن بلدانها أو إلى فئات إثنية أو قومية بدون دولة مثل الغجر أو إلى البلدان الأقل نماء أو إلى البلدان النامية قليلة التصنيع، وفي هذه الحالة الأخيرة ينحصر مصطلح العالم الثالث للإشارة إلى البلدان النامية المصنعة حديثاً مثل بعض بلدان أمريكا اللاتينية.

## المصطلح
«العالم الرابع» هو مصطلح يتبع العالم الأول، العالم الثاني، وتصنيف العالم الثالث للدولة القومية؛ ومع ذلك، وعلى عكس الفئات السابقة، فإن «العالم الرابع» ليس محصورًا في مكان معين أو منطقة معينة، وعادة ما يستخدم للإشارة إلى الحجم والشكل اللذان لا يرسمان المواطنة في دولة قومية محددة. يمكن أن يشير إلى أمة بدون دولة ذات سيادة، مع التأكيد على عدم إدراك وعدم استبعاد الشعوب المحددة عرقياً ودينياً من النظام العالمي السياسي-الاقتصادي (politico-economic world system)، مثل الأمم الأولى وهي مجموعات في جميع أنحاء أمريكا الشمالية والوسطى والجنوبية. استخدم عالم الاجتماع مانويل كاستيلس جامعة جنوب كاليفورنيا مدرسة أننبيرغ للإتصالات استخدامًا واسعًا لمصطلح «العالم الرابع» .

## بداية المصطلح
نشأ المصطلح في كندا بملاحظة من مبوتو ميلاندو، وهو السكرتير الأول لـ تنزانيا واللجنة العليا، في محادثة مع جورج مانويل، رئيس جماعة الإخوان الهندية الوطنية (الآن تسمى جمعية الأمم الأولى. ذكر ميلاندو أنه "عندما تأتي الشعوب الأصلية الخاصة بهم، على أساس ثقافاتهم وتقاليدهم الخاصة، فإن ذلك سيكون العالم الرابع.